# Ercé-près-Liffré
Ercé-près-Liffré è un comune francese di 1 848 abitanti situato nel dipartimento dell'Ille-et-Vilaine nella regione della Bretagna.

## Società

### Evoluzione demografica
Abitanti censiti